# Machilus longipes
Machilus longipes är en lagerväxtart som beskrevs av Hung T. Chang. Machilus longipes ingår i släktet Machilus och familjen lagerväxter. Inga underarter finns listade i Catalogue of Life.